# Vanamõisa (Muhu)
Vanamõisa (Duits: Wanamoisa) is een plaats in de Estlandse gemeente Muhu, provincie Saaremaa. De plaats heeft de status van dorp (Estisch: küla).

## Bevolking
Het dorp had 36 inwoners op 31 december 2011 en 23 inwoners op 31 december 2021.

## Ligging
Vanamõisa ligt aan de Põhimaantee 10, de hoofdweg van Risti via Virtsu en Muhu naar Kuressaare.

## Geschiedenis
In de middeleeuwen lag op de plaats van het huidige Vanamõisa het landgoed Mohn-Großenhof. In 1626 werd het landgoed verplaatst in zuidelijke richting. Het dorp Suuremõisa ligt op de plaats waar tot het eind van de 19e eeuw het landgoed lag. Vanamõisa werd voor het eerst genoemd in 1645 onder de naam Wannamois, een dorp in de Wacke Nurms (Nurme). Een Wacke was een administratieve eenheid voor een groep boeren met gezamenlijke verplichtingen. Nurms werd in 1750 een kroondomein onder de Russische tsaar. Op het eind van de 19e eeuw werd het landgoed opgedeeld onder de boeren die erop werkten.
Tussen 1977 en 1997 maakte Vanamõisa deel uit van het buurdorp Piiri.